# Людвиг (фильм)
«Людвиг» (итал. Ludwig) — исторический художественный фильм-драма режиссёра Лукино Висконти, вышедший на экраны в 1972 году. Длительность полной авторской версии фильма превышает четыре часа; существует несколько сокращённых вариантов, которые выходили в прокат. Лента получила три премии «Давид ди Донателло» (за лучший фильм, режиссуру и специальный приз Хельмуту Бергеру за актерскую игру), а также номинировалась на премию «Оскар» за лучший дизайн костюмов (Пьеро Този).

## Сюжет
В основе сюжета — жизнь короля Баварии Людвига II, одержимого любовью к музыке Вагнера и строительству сказочных дворцов и замков, и его нарастающее одиночество. В трактовке Висконти Людвиг (Хельмут Бергер) — не безумец, а опоздавший родиться абсолютный монарх средневековья, чувствующий себя заключённым в плен рамками конституционной монархии и церемонного двора. Центральный женский персонаж — императрица Елизавета Австрийская, её играет Роми Шнайдер, уже выступавшая в этой роли ранее.

## В ролях
- Хельмут Бергер — Людвиг II Баварский
- Тревор Ховард — Рихард Вагнер
- Сильвана Мангано — Козима фон Бюлов
- Герт Фрёбе — отец Гофман
- Хельмут Грим — граф Дюркхайм
- Изабелла Телезиньская — королева-мать
- Умберто Орсини — граф фон Гольнштейн
- Джон Моулдер-Браун — принц Отто
- Соня Петрова — Софи
- Фолькер Бонет — Йозеф Кайнц
- Хайнц Моог — профессор Гудден
- Адриана Асти — Лиля фон Булёвски
- Марк Порель — Рихард Хорниг
- Нора Риччи — графиня Ида Ференци
- Марк Бернс — Ханс фон Бюлов
- Маурицио Бонулья — бургомистр
- Роми Шнайдер — императрица Елизавета Австрийская
- Александр Аллерсон — статс-секретарь

## Музыка
В фильме используются отрывки из произведений таких композиторов, как Жака Оффенбаха, Роберта Шумана и Рихарда Вагнера. В частности
- Первая (О чужих краях и людях) и вторая (Забавная история) сцены из Детских сцен Шумана
- Элегия для фортепиано Вагнера
- Песня Вечерней звезды из оперы Вагнера Тангейзер